# Валя-Арінілор
Валя-Арінілор (рум. Valea Arinilor) — село у повіті Бакеу в Румунії. Входить до складу комуни Меджирешть.
Село розташоване на відстані 231 км на північ від Бухареста, 32 км на захід від Бакеу, 109 км на південний захід від Ясс, 116 км на північний схід від Брашова.

## Населення
За даними перепису населення 2002 року у селі проживали 1249 осіб, усі — румуни. Усі жителі села рідною мовою назвали румунську.